# Galeria (arquitectura)

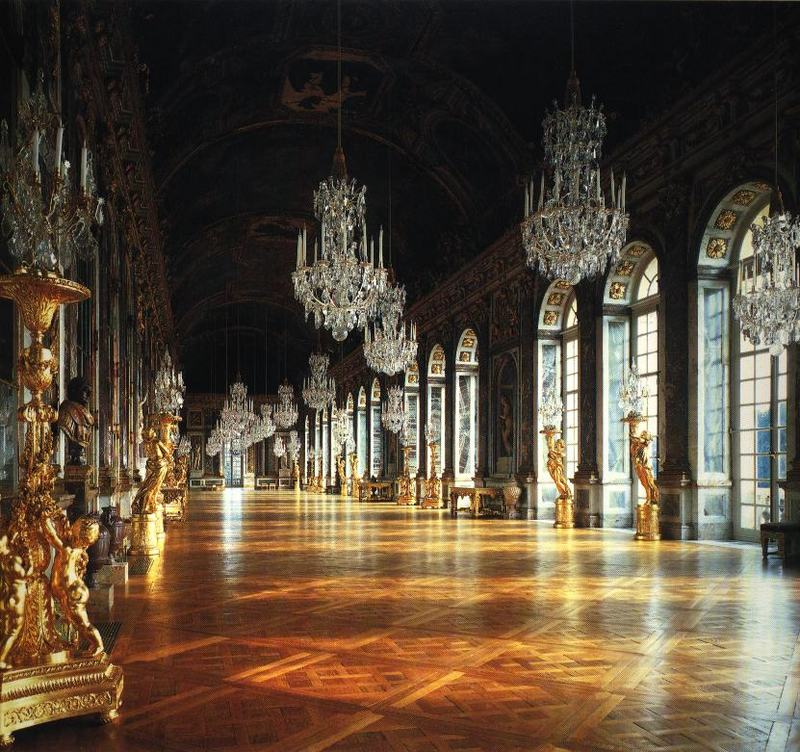
Vista del saló dels Miralls a Versalles

Una galeria és un espai cobert que té, entre altres funcions, la de ser lloc de sojorn o de circulació. Es caracteritza per tenir una longitud molt gran en proporció a una amplada realment important i una alçada variable segons el seu ús. Va ser composta inicialment per files d'arcs als edificis, originaris de l'arquitectura oriental antiga. El seu caràcter de construcció a mur massissos i la seva significació d'espai a travessar, l'obligació d'efectuar un trajecte, testifica la presència de l'autoritat que l'ha construït. Aquesta concepció religiosa o profana s'ha perllongat fins al segle xix. 
El model inicial de galeria era un lloc de concentració i de recolliment el qual al mateix temps ha d'obligar a un recorregut de la porta a l'altar a l'església que és la nau. Amb les estances que rodegen la galeria es troba aquesta concepció a molts edificis públics d'una certa importància (immobles de despatxos, biblioteques, etc.). Una galeria és:
- Un lloc de sojorn i de pompa dins d'un edifici com la Saló dels Miralls del Palau de Versalles;
- Un lloc de pas o de passeig, cobert, molt més llarg que ample, mesurat en l'exterior en façana en socolada de l'edifici com la Galeria dels Uffizi de Florència.
- Un lloc de sojorn i de passeig subministrant ombra al costat d'un jardí interior que pot formar un celobert;
- En un teatre, és una mena de tribuna sense sobresortir, amb diverses files de butaques establertes en el perímetre de la sala. És un emplaçament reservat als espectadors. Es distingeix dels balcons o llotges pel fet que aquests són espais tancats a diferència de la galeria.
- Un lloc d'exposició alt més llarg que ample com per exemple el Grand Palais a París. Aquesta forma ha donat les galeries d'art el seu nom i sentit actual tot i que la forma ja no hi compta.

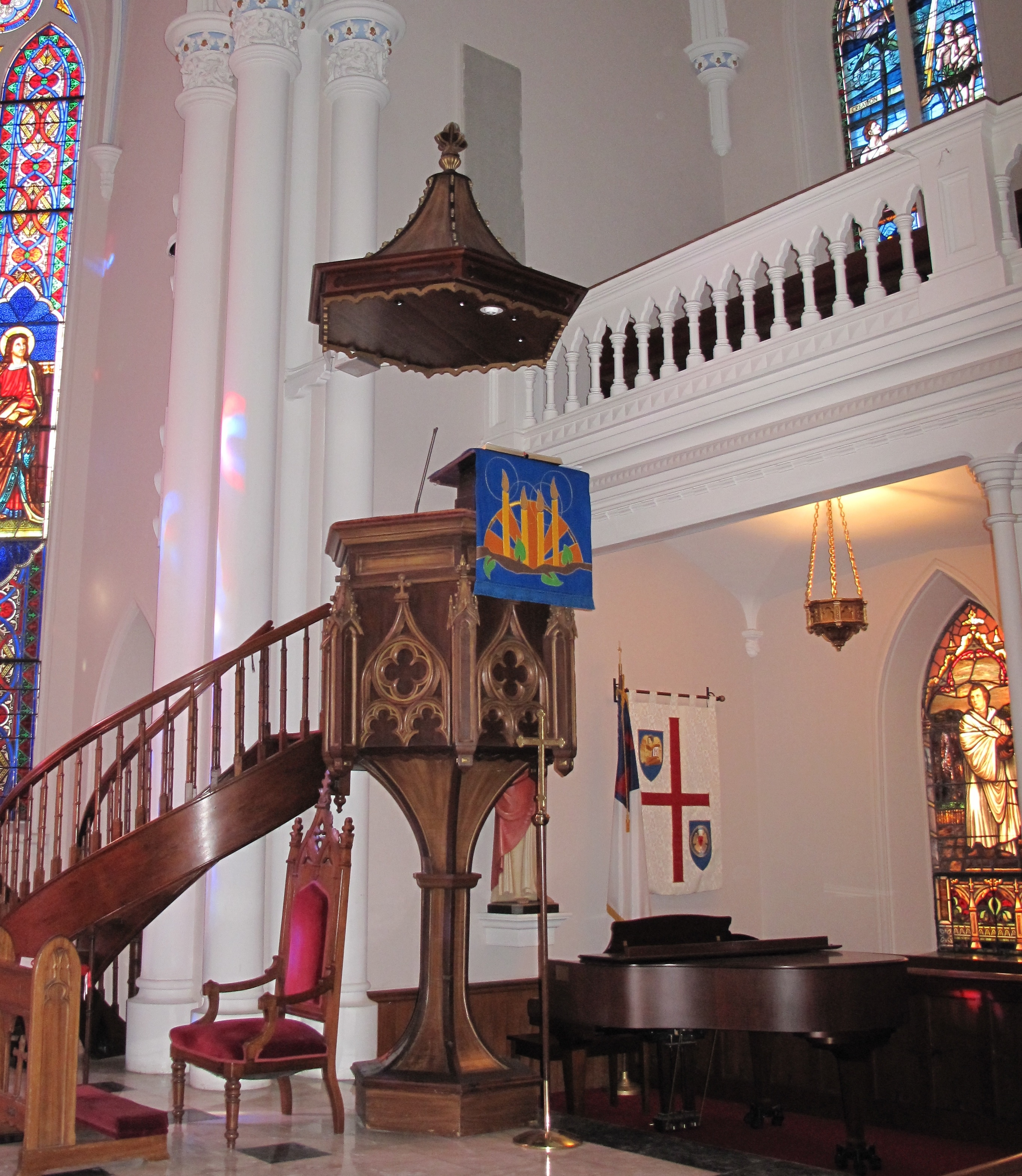
Galeria d'una església amb balustre blanc

- Un lloc de comerç, un conjunt de botigues alineades en un passatge entre dos carrers sota una coberta.
- Un passatge subterrani o cobert, d'origen militar: passatge practicat per l'assetjador per apropar-se a una plaça forta (anomenada també mina o antigament galeria de sapa efectuada pels sapadors del cos militar d'enginyers, aquesta forma ha donat nom a les galeries d'accés o de serveis en el sentit modern que ja no té un ús militar.
- En un immoble, un passatge tècnic horitzontal, en general accessible per al personal de servei i protegit del públic, per a instal·lar cables i canonades (galeria tècnica).
- En algunes esglésies la galeria és un espai elevat per allotjar els membres d'una coral. De vegades la galeria coincideix amb el claristori, però sovint és un element afegit a l'interior que no forma part de l'estructura de l'edifici.

## Galeria

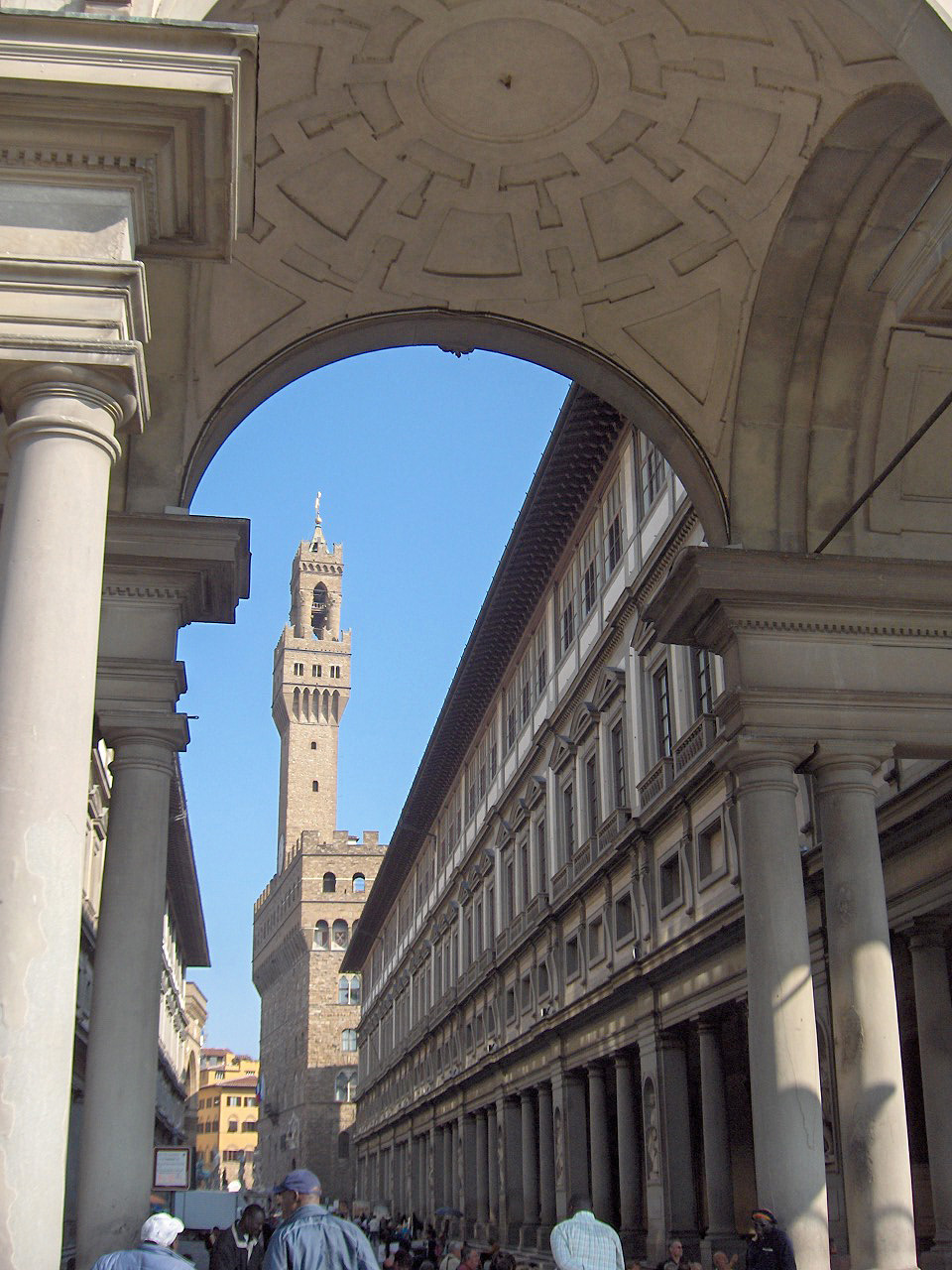
Vista de la galleria degli Uffizi a Florència
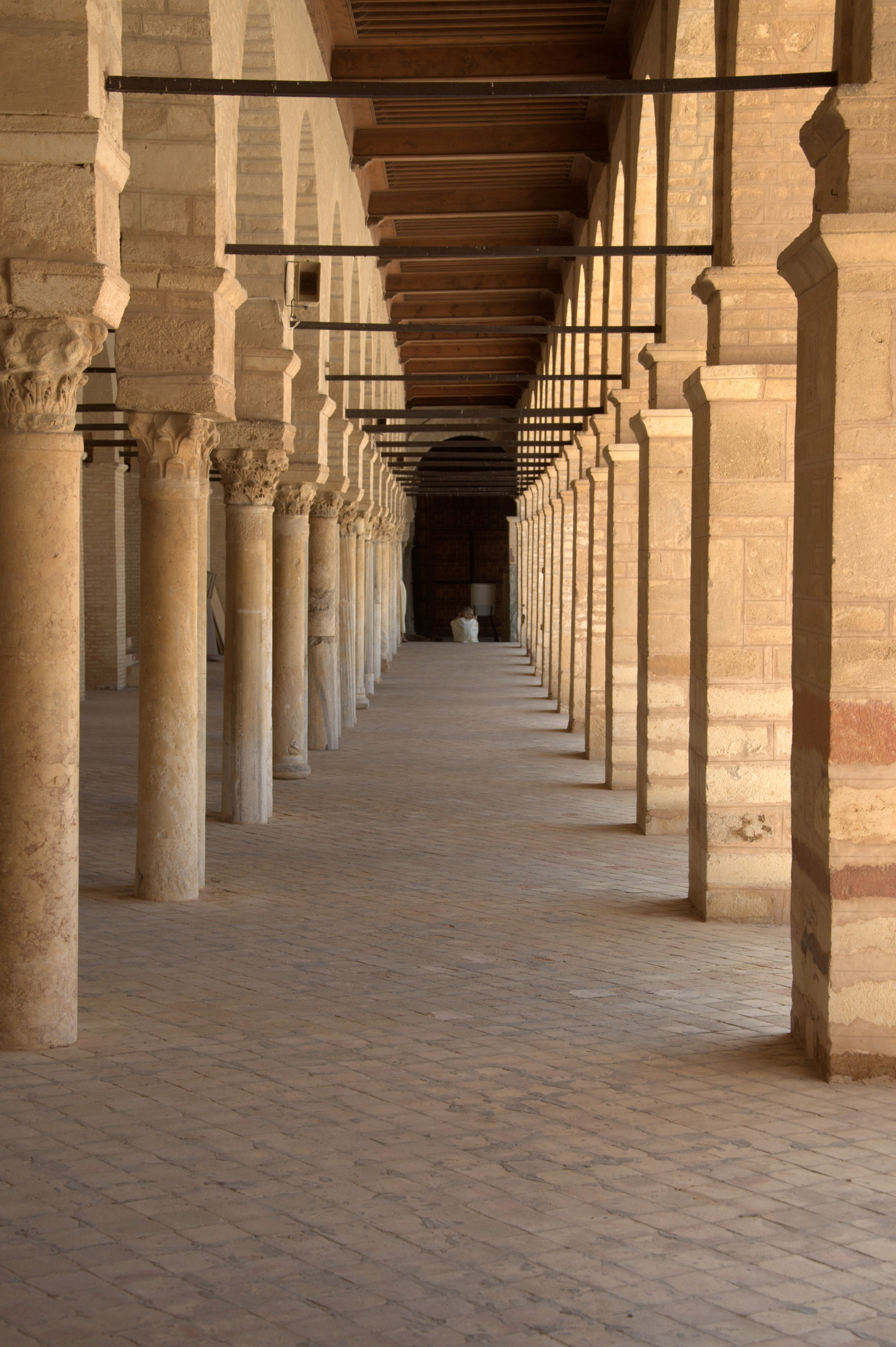
Vista d'una galeria vorejant el tribunal de la Gran mesquita de Kairuan (Tunísia)
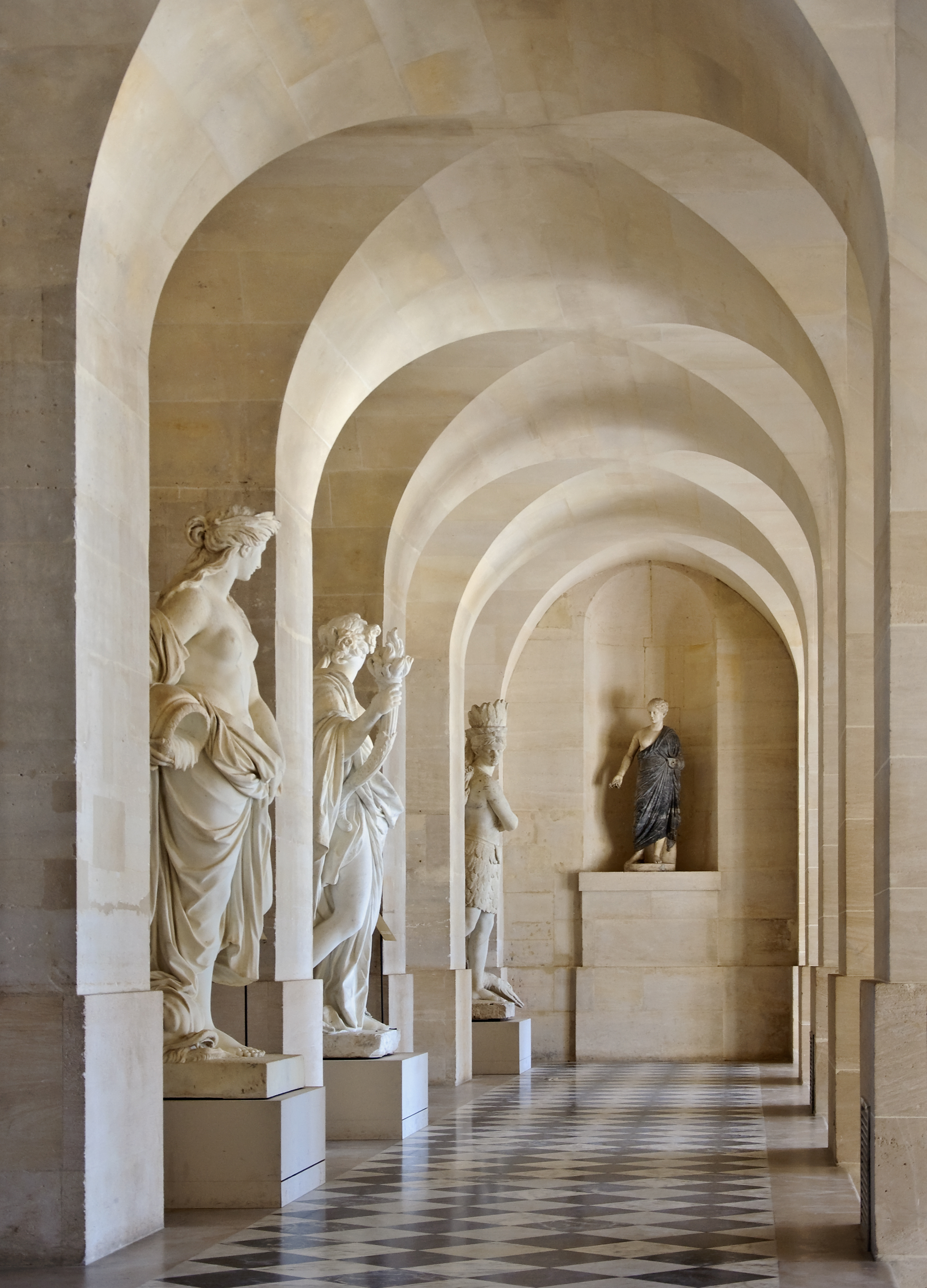
La galerie basse (galeria baixa) del Palau de Versalles